# No One Is Innocent
No One Is Innocent (sottotitolo: A Punk Prayer by Ronnie Biggs) è il quinto singolo della punk-band Sex Pistols. Venne pubblicato dalla Virgin Records il 30 giugno 1978.

## Il brano
I Sex Pistols veri e propri si erano sciolti all'inizio del 1978, perdendo il bassista Sid Vicious ed il cantante Johnny Rotten. No One is Innocent venne incisa dai membri restanti della band, Paul Cook e Steve Jones, con alla voce il criminale latitante Ronnie Biggs, noto per aver preso parte alla "grande rapina al treno" del 1963. All'epoca della registrazione di No One is Innocent Biggs viveva in Brasile, ancora ricercato dalla giustizia britannica, ma immune all'estradizione. La canzone è accreditata a Paul Cook, Steve Jones, e Biggs (che scrisse il testo del brano).

### Testo
Il testo del brano fa riferimento a God Save the Queen, cominciando con la frase: "God save..", seguita dal nome di svariati personaggi, spesso di cattiva reputazione, iniziando dai Sex Pistols stessi. Vengono successivamente citati Bill Grundy, il presentatore televisivo pesantemente insultato in diretta TV da Steve Jones due anni prima nel corso del suo show; Martin Bormann e gli altri "nazisti in fuga"; gli infanticidi Myra Hindley e Ian Brady, insieme alla classe politica e alla polizia (definiti "porci"); il dittatore sanguinario Idi Amin; ed infine Biggs stesso.
La strofa finale recita: «God save the good samaritan and God save the worthless creep» ("Dio salvi il buon samaritano e anche la gentaglia inutile"). Con la frase vengono accomunati insieme tutti i personaggi della canzone, sia buoni che cattivi, per poi affermare che "no one is innocent" ("nessuno è innocente"), in perfetto stile nichilista alla Sex Pistols.
Nel corso di un'intervista dell'epoca concessa al quotidiano Daily Mirror, il batterista Paul Cook disse che secondo lui "Dio dovrebbe salvare tutti, persino le persone cattive".
Il personaggio di Martin Bormann, interpretato da un attore, venne comicamente ritratto in uniforme nazista come il bassista del gruppo sulla copertina della versione 12" del singolo.
Il titolo del brano avrebbe dovuto inizialmente essere Cosh the Driver, un riferimento al quasi fatale ferimento del conducente del treno rapinato da Biggs e soci anni prima. La Virgin Records vietò la cosa, ed il titolo venne cambiato in No One Is Innocent (A Punk Prayer by Ronnie Biggs).
La canzone raggiunse la posizione numero 6 in classifica in Gran Bretagna, e venne inclusa negli album The Great Rock 'n' Roll Swindle e Flogging a Dead Horse. La B-side di entrambe le versioni 7" e 12" del singolo era la celebre reinterpretazione in chiave punk da parte di Sid Vicious della My Way di Claude François, Jacques Revaux e Paul Anka.

### Registrazione
La canzone venne registrata in uno studio dall'ubicazione segreta a Rio de Janeiro durante la vacanza di Jones e Cook in Brasile di metà gennaio-fine febbraio 1978. Così Biggs ricorda l'esperienza: «Il disco fu fatto in una chiesa riadattata a studio di registrazione a Rio, alla presenza del prete stesso, che sembrava piuttosto contento della faccenda. Eravamo abbastanza ubriachi quando ci mettemmo a registrare, il che spiega perché il tutto può sembrare un po' stonato. Incidemmo anche Belsen Was a Gas, della quale devo dire non ero entusiasta, e fui contento che non venisse inclusa sul lato B di No One Is Innocent, perché trovavo il testo di quel brano "disgustoso"».
La seconda traccia registrata, Belsen Was a Gas, finì nella colonna sonora del film documentario La grande truffa del rock'n'roll del 1979. Le sovraincisioni ad entrambi i brani furono effettuate ai Wessex Studios di Londra (naturalmente senza la presenza di Biggs).

### Pubblicazione e classifica
- In Gran Bretagna, il singolo restò in classifica 10 settimane nella Top 75 raggiungendo come posizione massima il settimo posto l'8 luglio 1978. Per la versione da 12", il titolo della canzone fu cambiato in The Biggest Blow (A Punk Prayer By Ronald Biggs).[4]
- La Virgin Records pubblicò il singolo in Germania ovest, Olanda, Italia e Grecia, ma non entrò in classifica in nessuno di questi Paesi.
- La Barclay Records pubblicò il singolo in Francia (con il titolo modificato in Cosh The Driver (A Punk Prayer By Ronnie Biggs) e i lati invertiti), senza però entrare in classifica.
- La Wizard Records pubblicò il singolo in Australia, senza entrare in classifica.
- La Nippon Columbia pubblicò il singolo in Giappone nell'agosto 1978, senza entrare in classifica.
- La casa discografica statunitense dei Sex Pistols, la Warner Brothers, decise di non pubblicare il singolo negli Stati Uniti.

## Formazione
- Ronald "Ronnie" Biggs - voce
- Steve Jones - chitarra, basso
- Paul Cook - batteria